# Leptostylopsis testaceus
Leptostylopsis testaceus är en skalbaggsart som först beskrevs av Frölich 1792.  Leptostylopsis testaceus ingår i släktet Leptostylopsis och familjen långhorningar.
Artens utbredningsområde är Dominica. Inga underarter finns listade i Catalogue of Life.